# Дзенитис-Зениньш, Карлис
Карлис Вильевич Дзенитис-Зениньш (латыш. Kārlis Dzenītis-Zeniņš; 12 февраля 1892, Дурбе — 17 мая 1979, Сент-Питерсберг) — офицер русской, латвийской и нацистской армии. Доцент Латвийского университета. В 1915 года окончил Виленское военное училище. Работал в московском отделении «Gerhard & Hey».
Во время Первой мировой войны сражался на Галицийском фронте, дважды был ранен.
В латвийской армии воевал в Гробиньском батальоне, Золтском и 7-м Сигулдском и 12-м Бауском пехотном полку. Один год командовал полком бронепоездов.
В немецкой армии поступил в Латышский легион СС в штаб генерального инспектора. В январе 1944 года назначен командиром 34-го гренадерского полка 15-й пехотной дивизии СС. Командовал полком во время отступательных боев от реки Великой до территории Латвии. В 1952 году эмигрировал в США.